# 守貞謾稿
守貞謾稿（もりさだまんこう、守貞漫稿とも）は、江戸時代後期の三都（京都・大阪・江戸）の風俗、事物を説明した一種の類書（百科事典）である。著者は喜田川守貞(本名・北川庄兵衛)。起稿は1837年（天保8年）で、約30年間書き続けて全35巻（「前集」30巻、「後集」5巻）をなした。刊行はされず稿本のまま残されたが、明治になってから翻刻された。1600点にも及ぶ付図と詳細な解説によって、近世風俗史の基本文献とみなされている。

## 著者
著者・喜田川守貞（きたがわ もりさだ）に関しては未詳の事項も多い。本人が守貞謾稿に「概略」として記した記事には、彼は1810年（文化7年）6月に浪華に誕生、当時は石原姓を名乗ったが、1837年（天保8年）に江戸・深川に下り、後、1840年（天保11年）9月（数え31歳）に北川家の嗣子となったとある。その後もしばしば江戸・大坂間を往還したらしい。別名喜田川季荘（きたがわきそう）。また、現代の研究では通称は庄兵衛、号は月光庵であったと考えられている。嘉永6年（1853年）の序文によると、商人であるが、一生を空しく過ごすのは残念であるとの思いから一書を著そうと思い立ち、民間の雑事を記録することにした、という。

## 内容
守貞は30歳近くなって初めて江戸に移り、その事物習俗が京・大坂と余りに異なるのに驚き、また絵心もあったので写生なども交え稿を重ねていったという。ただし、「京阪」と記していても、著者は京都に暮らしたことはないので、もっぱら大阪のことである、と述べている。
全35巻の構成は以下の通り（下記各巻リンクは『類聚近世風俗志』の名で活字版化されたのもの。原本は外部リンクを参照)。
- 時勢（巻之一）：簡略な日本史、官制の推移、氏姓の呼称法の推移等
- 地理（巻之二）：【欠】
- 家宅（巻之三）：平安京の解説、一般家屋の構造を規模別・京坂および江戸の都市別に記載、建具等の詳細な図解も
- 人事（巻之四）：今日いうところの統治・行政機構の変遷、戸籍（人別帳）制度、身分制度の解説
- 生業（巻之五～六）：種々の商業の解説、京坂と江戸との相違、看板・暖簾や諸道具の図解、食関連では料理の詳細な解説も
- 雑業（巻之七）：神職・僧侶・非人等の解説
- 貨幣（巻之八）：貨幣制度の変遷、江戸時代の金融業の詳細な解説、今日いうところのインフレーションに関する考察も
- 男扮（巻之九）：男性の髪型、入墨等の解説
- 女扮（巻之十～十二）：女性の髪形、櫛、歯黒等の解説
- 男服（巻之十三～十五）：男性の服装の変遷
- 女服（巻之十六～十七）：女性の服装の変遷、京坂と江戸との相違　ただし巻之十七は【欠】
- 雑服附雜事（巻之十八）：夜着、布団、蚊帳等
- 織染（巻之十九）：織物・染物の文様の詳細な解説
- 妓扮（巻之二十）：娼妓・遊女・太夫等の服装
- 娼家（京坂）（巻之二十一）：京大坂の遊郭・娼家制度の解説
- 娼家（江戸）（巻之二十二）：江戸の遊郭・娼家制度の解説
- 音曲（巻之二十三）：猿楽・謡・能・浄瑠璃等の解説、琴・三味線の解説、守貞の蒐集した唄詞の記載等
- 雑劇（巻之二十四）：歌舞伎の解説、劇場構造の解説等
- 沐浴（巻之二十五）：風呂屋（湯屋・銭湯）
- 春時（巻之二十六）：正月の行事風俗の解説、雛飾りの解説
- 夏冬（巻之二十七）：夏から冬にかけての行事風俗の解説
- 遊戯（巻之二十八）：数々の児戯の解説・図解
- 笠（巻之二十九）：編笠の数々
- 傘履（巻之三十）：傘・履物の数々

- 食類（後巻之一）：食器・食材・料理の詳細（巻之五～六の補遺）
- 雑劇　補（後巻之二）：歌舞伎芝居の解説、劇場構造の解説等（巻之二十四の補遺）
- 駕車（後巻之三）：駕籠、輿、車の解説
- 雑器（後巻之四）：嚢（ふくろ）、烟草入等
- 遊戯（後巻之五）：【欠】

## 特徴
以下のような点がこの守貞謾稿を一級の資料として特徴付けており、今日の読者にとっても示唆に富む。
- 「京大坂では～、江戸では～」と、可能な限りの比較対照を試みていること
- 記載事項に不明点がある場合、まず判明していることだけを記述し、そこにあらかじめ白紙を綴り入れ、後年になり判明点を「追考」「追書」として補筆していること
- 自己の誤謬点も追書で明確に訂正を行っていること
- 他書の記述に依拠した点は「～に曰く」「～に云ふ」という形で引用を行い、守貞の考察による記述と明確に区分していること。時には図も「～所載の図」として模写を行っている
- 詳細な描図を多数配置し、読者の理解を助けていること

## 再出版
本書は、『類聚近世風俗志』の書名で、1908年に東京の國學院大学出版部から、1934年に京都の更生閣書店から再出版されている。文字は活字に変更され、挿絵は原本を模写したものでやや稚拙になっている（一部割愛も）。
吉川弘文館からオンデマンド版として2013年㋅に『類聚近世風俗志 ―原名守貞漫稿―』全2冊として刊行されている。上巻　ISBN　9784642042055、下巻　ISBN　9784642042062